# ماري طوطح
ماري ديفيد طوطح (26 مارس 1957 - 28 أغسطس 2017) هي راهبة أمريكية أصبحت رئيسة دير القديسة سيسيليا في جزيرة وايت، إنجلترا.

## سيرتها
ولدت ماري ديفيد طوطح المعروفة باسم الأخت ماري ديفيد، في فيلادلفيا لأبوين عربيين كاثوليكيين من رام الله، فلسطين، باسم ميشيل فريدا طوطح. نشأت في لويزيانا وكانت أول رئيسة طلابية في الثانوية. درست الأدب الإنجليزي في جامعة لويولا نيو أورليانز وحصلت على درجة الماجستير في جامعة فرجينيا، وفي عام 1980 أصبحت واحدة من أوائل النساء اللاتي درسن في كنيسة المسيح، أكسفورد، ونالت درجة الدكتوراة من جامعة أكسفورد عام 1985، وكان عنوان أطروحتها هو الوعي مقابل السلطة: دراسة للنقاش النقدي بين مجموعة بلومزبري ورجال 1914، 1910-1930. (استخدم وايندهام لويس مصطلح "رجال عام 1914" للإشارة إلى نفسه تي إس إليوت وإزرا باوند وجيمس جويس).
بدأت مسيرتها الأكاديمية بتعيين دائم في قسم اللغة الإنجليزية في كلية ويليام وماري، فيرجينيا، الولايات المتحدة.

## الدعوة الدينية
بعد أن قضت بعض الوقت في الخلوة في دير القديسة سيسيليا البينديكتية في رايد على جزيرة وايت عندما أكملت أبحاث الدكتوراه الخاصة بها، قررت ترك ويليام وماري والانضمام إلى المجتمع المغلق هناك. كانت مديرة الدير المبتدئة لمدة 22 عامًا ورئيسة الدير لمدة ثماني سنوات. نشرت أعمالاً عن الصلاة والصوم والحياة المكرسة والتثبيت، ونُشرت مجموعة من كتاباتها بعد وفاتها في عام 2020 تحت عنوان فرح الله.

## وفاتها
توفيت الأخت ماري ديفيد في 28 أغسطس 2017 بعد معاناتها من سرطان الأمعاء لمدة خمس سنوات. في عام 2020، نشرت بلومزبري كتاباتها المجمعة تحت عنوان فرحة الله.

## منشورات مختارة
- روح السولسم: دوم بروسبر غيرانجيه (1805-1875)، الراهبة سيسيل برويير (1845-1909)، دوم بول ديلات (1848-1937)، تم اختيارها وتحريرها وتقديمها بواسطة ماري ديفيد توتاه (1996، بيرنز آند أوتس:(ردمك 0860122697) ) (الطبعة الثانية نُشرت عام 2016)
- تعميق الصلاة: الحياة التي تحددها الصلاة (2006، جمعية الحقيقة الكاثوليكية:(ردمك 1860823823) )
- الصوم المسيحي: تأديب الجسد وإيقاظ الروح (2012، جمعية الحقيقة الكاثوليكية:(ردمك 9781860827723) )
- هبة إلهية: الحياة المكرسة (2014، جمعية الحقيقة الكاثوليكية:(ردمك 9781784690083) )
- التثبيت: روح المسيح (2017، جمعية الحقيقة الكاثوليكية:(ردمك 9781784694104) )
- فرح الله: كتابات مجمعة. بلومزبري، لندن، 2020.(ردمك 9781472971326)رقم ISBN 9781472971326